# Polens flag
Polens flag består af to lige store horisontale felter, et hvidt øverst og et rødt nederst. Farverne er defineret af Polens grundlov som nationalfarver. En variant af flaget med Polens nationalvåben i midten på det hvide felt er forbeholdt til officiel brug og til brug til havs. Polens flåde fører ved visse lejligheder flaget som splitflag.

## Historie
Den røde og hvide farve går tilbage til 1831, hvor de blev fastsat til at være nationalfarver, men de har været associeret med Polen siden middelalderen (1200-tallet) og var brugt på kongebannere. Farverne er af heraldisk oprindelse og kommer fra tinkturer (farver) fra våbenskjoldene i Den polsk-litauiske realunion (dvs Polens hvide ørn og ridderen fra Storfyrstendømmet Litauen, en hvid ridder på en hvid hest), der begge var på et rødt skjold.
Det vides ikke med sikkerhed, hvorfor farverne i det polske våbenskjold netop var en hvid ørn på rødt skjold, men en mulighed er, at kombinationen blev valgt for at kunne danne en klar kontrast til det hellige romerske riges våben, som var en sort ørn på et gyldent skjold.
Indtil 1831 bar polske soldater kokarder i forskellige farvekombinationer. Hertugdømmet Warszawa, en fransk lydstat 1807-1815 under Napoleon 1. med den sachsiske konge Friedrich August 1. som hertug, anvendte et lignende flag som det nuværende nationalflag, der blev taget i brug i 1919. Lige efter 1. verdenskrig brugte en del nationalistiske polske foreninger det gamle kongeflag i form af en hvid ørn på en rød baggrund, men i sidste ende blev dette flag forkastet til fordel for det simple tofarvede rød-hvide flag, som blev officielt taget i brug 1. august 1919.
Efter anden verdenskrig blev kronen over ørnens hovede i nationalvåbnet fjernet, fordi den ansås som et royalt symbol. Den blev genindført efter 1990.

## Brug af flaget
Siden 2004 har Polens flagdag været fejret d. 2. maj.
Der flages med flaget på de højeste nationale autoriteter, som Polens parlament og præsidentpaladset. Andre institutioner og mange polakker flager med det på nationale fridage og andre særlige begivenheder af national betydning. Den nuværende polske lovgivning har ingen restriktioner på brug af flaget uden våbenskjoldet, så længe flaget ikke bliver behandlet respektløst. Sammen med Polens nationalvåben (Den hvide ørn) og nationalsangen er det konstitutionelle symboler for landet.

## Dimensioner og farvenuancer
Flaget har dimensionerne 5:8 og er dermed en tilnærmelse til det gyldne snit. Det polske flag er ét af blot fem flag, der har formatet 5:8, hvoraf de andre fire er Argentina, Guatemala, Palau og Sverige.
Den nuværende røde farve i flaget er karmoisin, som det er fastsat ved den polske lov om rigsvåbnet og flaget af 31. januar 1980. I de officielle flag, som blev indført i 1919, var den røde farve betydelig mørkere, idet den var en form for brunrød. I 1927 blev farven forandret til cinnoberrød.

## Lignende flag
Flag med to horisontale farver i rød og hvid er et relativt almindeligt design, og adskillige andre flag minder om det polske uden at have nogen forbindelse dertil. Både Monacos og Indonesiens nationalflag har de samme to felter, men med rød øverst. Polens flag er identisk med flagene for delstaterne Tirol og Oberösterreich i Østrig samt Thüringen i Tyskland, samt flere byers flag.
I Polen er mange flag, som er baseret på det nationale design, også med nationalfarverne.

## Andre polske flag
- Orlogsflag
- Ottfried Neubeckers forslag til flag for Generalguvernementet (det tyskbesatte Polen) i 1940

Polens 16 Voivodskaber har deres egne flag.